# 9 Queen's Road Central
9 Queen's Road Central es un rascacielos situado en el distrito Central de Hong Kong. La torre alcanza los 187 metros de altura y 39 plantas. El edificio se completó en 1991. Su diseño corrió a cargo del estudio de arquitectura Wong Tung & Partners, y el promotor fue S E A Holdings Ltd. 9 Queen's Road Central, que a mayo de 2016 es el 95.º edificio más alto de Hong Kong, se compone casi por completo de espacio de oficinas y el podio sobre el cual se alza el edificio se destina a uso comercial. Está construido en una reinterpretación del estilo tradicional.